# ميشيل ثالر
ميشيل لين ثالر (بالإنجليزية: Michelle Thaller)‏ (من مواليد 28 نوفمبر 1969 في وكيشا، ويسكونسن) عالمة فلك وأبحاث.اميركية.ميشيل لين ثالر المدير المساعد للعلوم الاتصال في مركز غودارد لرحلات الفضاء التابع لناسا
من عام 1998 إلى عام 2009 كانت عالمة طاقم العاملين في مركز تحليل ومعالجة الأشعة تحت الحمراء، ولاحقا مديرة برنامج التعليم والتوعية العامة لمقراب سبيتزر الفضائي، في معهد كاليفورنيا للتقنية.

## خلفية
ميشيل لين ثالر اكملت دراستها الثانوية في مدرسة كيشا الثانوية الجنوبية في عام 1988
ثم التحقت بجامعة هارفرد حيث تخصصت في الفيزياء الفلكية وعملت على قياس دقة مواقع النجوم الثنائية القريبة، وحصلت على درجة البكالوريوس في عام 1992
في جامعة ولاية جورجيا عملت ميشيل على دراسة اصطدام الرياح في أنظمة النجوم الثنائية الضخمة القريبة.و حصلت على دكتوراه الفيزياء الفلكية في عام 1998.
ثالر مساهمة منتظمة في نسخة الإنترنت من صحيفة كريسشان ساينس مونيتور حيث تكتب العمود العلمي الشهري.

## الحياة الشخصية
ثالر متزوجة وزوجها المهندس أندرو بوث، وتعيش في ولاية ماريلاند

## روابط خارجية
- ميشيل ثالر على موقع IMDb (الإنجليزية)